# Lutlommel
Lutlommel est un hameau de la commune de Lommel dans la Province de Limbourg en Belgique. Le village qui compte 2 194 habitants (recensement de 2003) est aussi une paroisse à part entière, dédiée à la « Vierge des Pauvres ».
De nos jours, Lutlommel est un quartier résolument résidentiel, composé majoritairement d'habitations particulières.

## Curiosités
Sur le territoire de Lutlommel, des fouilles ont révélé l'existence d'un cimetière de l'époque mérovingienne (VIIe siècle).

On peut aussi voir des dunes de sable blanc considéré comme le plus fin d'Europe.

## Sport
Le hameau de Lutlommel compte un club de football, le K. Lutlommel VV, qui a accédé aux séries nationales du football belge, pour la première fois, en 2010. Après être redescendu directement, le club a remporté le titre de P1 Limbourg en 2012, et évolue en Promotion, en 2012-2013.

## Sources et Liens externes
- Site officiel de la commune (en néerlandais)